# Alice Ramé
Alice Ramé (* 9. November 1997) ist eine französische Tennisspielerin.

## Karriere
Ramé begann mit fünf Jahren mit dem Tennisspielen und bevorzugt laut ITF-Profil Sandplätze. Sie spielt vorrangig Turniere der ITF Women’s World Tennis Tour, bei der sie bislang drei Einzel- und fünf Doppeltitel gewinnen konnte.

## Turniersiege

### Einzel
| Nr. | Datum              | Turnier  | Kategorie   | Belag | Finalgegnerin   | Ergebnis         |
| --- | ------------------ | -------- | ----------- | ----- | --------------- | ---------------- |
| 1.  | 10. September 2017 | Prag     | ITF $15.000 | Sand  | Magali Kempen   | 6:4, 5:4 Aufgabe |
| 2.  | 3. Dezember 2017   | Hammamet | ITF $15.000 | Sand  | Jade Suvrijn    | 6:2, 6:4         |
| 3.  | 28. April 2019     | Tabarka  | ITF W15     | Sand  | Émeline Dartron | 6:4, 6:2         |

### Doppel
| Nr. | Datum            | Turnier     | Kategorie   | Belag | Partnerin          | Finalgegnerin                            | Ergebnis          |
| --- | ---------------- | ----------- | ----------- | ----- | ------------------ | ---------------------------------------- | ----------------- |
| 1.  | 2. Juni 2018     | Hammamet    | ITF $15.000 | Sand  | Eleni Kordolaimi   | Pia Čuk Eliessa Vanlangendonck           | 6:2, 6:3          |
| 2.  | 9. Juni 2018     | Hammamet    | ITF $15.000 | Sand  | Eleni Kordolaimi   | Merel Hoedt Eliessa Vanlangendonck       | 6:2, 6:2          |
| 3.  | 23. Juni 2018    | Montpellier | ITF $25.000 | Sand  | Elixane Lechemia   | Carolina Meligeni Alves Martina Colmegna | 6:75, 6:2, [10:6] |
| 4.  | 6. April 2019    | Tabarka     | ITF W15     | Sand  | Ángela Fita Boluda | Sarah Lee Chelsea Vanhoutte              | 7:5, 6:75, [11:9] |
| 5.  | 17. Februar 2024 | Antalya     | ITF W35     | Sand  | Martina Colmegna   | Ángela Fita Boluda Daniela Vismane       | 3:6, 6:1, [13:11] |